# Пролетарське підземне сховище газу
Пролетарське підземне сховище газу — сховище газу, перетворене із виснаженого газоконденсатного родовища, розташоване в Дніпропетровській області на відстані 20 км від м. Магдалинівка.
Для забезпечення регулювання сезонної нерівномірності транспортування газу по газотранспортному коридору Шебелинка-Ізмаїл, до цієї системи під'єднане Пролетарське підземне сховище газу (Магдалинівський район Дніпропетровської області).
ПСГ створене на базі виснаженого Пролетарського газоконденсатного родовища, введеного в дію у 1968 році. Перетворення родовища на ПСГ розпочали у 1986-му, у 1990 провели перше компресорне закачування газу, в 1991 перше відбирання газу. Робота сховища забезпечується фондом із 85 експлуатаційних та 45 спеціальних (контрольних, спостережних, поглинальних, геофізичних) свердловин. Обсяг активного газу сховища 1 млрд. м³, максимальна добова продуктивність 10 млн. м³. Обсяг буферного газу так само 1 млрд. м³, у тому числі 0,5 млрд. м³ закачаного в процесі облаштування сховища. У 1980-х роках планувалось також спорудження другої черги сховища, яка б збільшила обсяг як активного, так і буферного газу у два рази. Проте зміни в обсягах транспортування по системі ШДКРІ, викликані різким скороченням споживання блакитного палива у пострадянський період, призвели до відмови від цих планів.
Від ПСГ до траси газопроводів прокладено трубопровід довжиною 43,8 км.
У 2012 році проведена модернізація газоперекачувальних агрегатів, що дало змогу підвищити продуктивність роботи компресорного цеху на 33 %.